# 18 Year Old Virgin
18 Year Old Virgin is een Amerikaanse komische film uit 2009 van The Asylum, geregisseerd door Tamara Olson met Olivia Alaina May.

## Verhaal
Op het afsluitende feest van het laatste jaar van de highschool besluit Katie haar maagdelijkheid te verliezen aan de jongen van wie ze al sinds de zesde klas droomt. Ze trekt de stoute schoenen aan en vraagt het hem gewoon op de man af. Hij weigert echter, omdat hij onlangs een 'traumatische ervaring' had met een ontmaagding en hij niet veel zin heeft in een vergelijkbaar drama.
Voor Katie gaat een droom aan diggelen en de jongen op wie ze zo verliefd is, vertrekt de volgende dag om de zomer door te brengen met zijn vader. Hij vertelt haar echter, dat er een simpele oplossing is voor dit probleem. Het feest is nog maar pas begonnen, dus hij is nog een paar uur binnen haar bereik. Het enige wat ze 'even' moet bewerkstelligen, is haar maagdelijkheid aan iemand anders verliezen. Er is vast iemand onder de aanwezigen die zo vriendelijk wil zijn haar daarmee te helpen.

## Rolverdeling
| Acteur                     | Personage    |
| -------------------------- | ------------ |
| Olivia Alaina May          | Katie Powers |
| Lauren Walsh               | Rose         |
| Todd Leigh                 | Spencer      |
| Dustin Harnish             | Ryan Lambert |
| Karmen Morales             | Chelsea      |
| Daniel Sykes               | Jeremy       |
| Jonathan Michael Trautmann | Marshall     |
| Robbie Henke               | Cisco        |
| Seth Cassell               | Seth         |
| Collen Drew Henderson      | Chuck        |
| Dustin Fitzsimons          | Buck         |
| Danielle Gatto             | Rachel       |
| Conor Moriarty             | Trevor       |
| Brad Ulrich                | Billy        |
| Kim Argetsinger            | Wendy        |